# Atmosphere-Space Interactions Monitor
Atmosphere-Space Interactions Monitor (ASIM) er et projekt under dansk ledelse, der gennemføres af Den Europæiske Rumorganisation (ESA).
Herunder vil der blive placeret kameraer samt x-ray- og gamma-ray-detektorer på den Den Internationale Rumstation (ISS), som skal foretage observationer af den øvre del af atmosfæren (i stratosfæren og mesosfære op til 100 km), og herunder lokalisere og registrere sprites, jets og elvere samt terrestriske gamma-ray flashes i tilknytning til lyn og tordenvejr. Der er forhåbninger om at målinger fra rummet af disse fænomener kan bidrage til en større forståelse af denne del af atmosfæren.
ASIM-instrumenterne blev placeret på Columbusmodulet på Den Internationale Rumstation i 2018 (udskudt fra den oprindelige beslutning om at fortage placeringen i 2014). Den danske rumfartsteknologiske virksomhed Terma varetager den tekniske del af projektet for ESA mens DTU Space (National Space Institute) fra Danmarks Tekniske Universitet varetager den videnskabelige ledelse af projektet (hvori også DMI, Aalborg Universitet og Niels Bohr Instituttet indgår).
Under den indledende del af projektet foretog den danske astronaut Andreas Mogensen omfattende fotograferinger fra Den Internationale Rumstation under sit ophold her fra begyndelsen af september 2015.